# Caines
Caines (németül: Kuens) település Olaszországban, Bolzano autonóm megyében. Lakosainak száma 386 fő (2023. január 1.). Caines Rifiano, Scena és Tirolo községekkel határos.

## Népesség
A település népességének változása:
| Lakosok száma | 319  | 403  | 395  | 386  |
|               | 2008 | 2017 | 2018 | 2023 |